# Синодальная библейско-богословская комиссия
Синода́льная библе́йско-богосло́вская коми́ссия Русской православной церкви — одна из синодальных комиссий Московского патриархата. Исполняющий обязанности председателя комиссии с 25 июля 2024 года — епископ Егорьевский Мефодий (Зинковский). 

## История
Синодальная библейско-богословская комиссия Русской православной церкви (до 27 августа 2009 года — Синодальная богословская комиссия) является постоянным рабочим консультативно-аналитическим органом Священного синода, образованным решением Священного синода от 28 декабря 1993 года, заменившим собой Комиссию Священного синода по вопросам христианского единства.
На заседании Священного синода, проходившем 27 июля 2009 года в Киеве, было констатировано отсутствие деятельности Патриаршей Синодальной библейской комиссии, в связи с чем Священный Синод постановил упразднить данный орган. Решением Синода круг вопросов, относившихся к компетенции Библейской комиссии, включён в сферу ответственности Синодальной богословской комиссии, которая в связи с этим переименована в Синодальную библейско-богословскую комиссию.
Как отметил митрополит Иларион: «Синодальная библейско-богословская комиссия всегда работает по поручению Святейшего патриарха или патриарха и Священного синода. Когда мы готовим какой-то текст, мы его потом отдаём патриарху, и дальше уже Святейший решает его дальнейшую судьбу. Либо этот документ публикуется, либо он публикуется с поправками, либо он ложится в основу каких-то решений, действий, писем»
29 декабря 2022 года Священный синод возложил на СББК функции упразднённого Координационного центра по развитию богословской науки в Русской Православной Церкви.

## Руководители
- Филарет (Вахромеев) (28 декабря 1993 — 5 октября 2011)
- Иларион (Алфеев) (5 октября 2011 — 25 июля 2024)
- Мефодий (Зинковский) (и.о. с 25 июля 2024)

## Состав комиссии
Текущий состав:
1. Епископ Егорьевский Мефодий (Зинковский), ректор Православного Свято-Тихоновского гуманитарного университета и Православного Свято-Тихоновского богословского института  — исполняющий обязанности председателя комиссии;
2. Митрополит Белоцерковский и Богуславский Августин (Маркевич), председатель Богословско-канонической комиссии Украинской православной церкви;
3. Митрополит Бориспольский и Броварской Антоний (Паканич), управляющий делами Украинской православной церкви, ректор Киевской духовной академии;
4. Митрополит Нижегородский и Арзамасский Георгий (Данилов);
5. Митрополит Нежинский и Прилукский Климент, Председатель Синодального информационно-просветительского отдела, председатель Учебного комитета и член Церковного суда Украинской Православной Церкви;
6. Митрополит Тверской и Кашинский Амвросий (Ермаков);
7. Архиепископ Бельцкий и Фэлештский Маркелл (Михэеску);
8. Архиепископ Савва (Тутунов), заместитель управляющего делами Московской патриархии, руководитель отдела аналитики и обеспечения деятельности органов высшего церковного управления Управления делами Московской патриархии;
9. Епископ Каскеленский Геннадий (Гоголев), председатель Богословской комиссии Митрополичьего округа в Республике Казахстан, ректор Алма-Атинской духовной семинарии;
10. Епископ Лондонский и Западно-Европейский Ириней (Стинберг), декан Института богословских наук имени святых Кирилла и Афанасия Александрийских, член Учёной комиссии при Архиерейском Синоде Русской Православной Церкви Заграницей;
11. Епископ Петергофский Силуан (Никитин), ректор Санкт-Петербургской духовной академии;
12. Епископ Сергиево-Посадский и Дмитровский Кирилл (Зинковский), ректор Московской духовной академии;
13. Архимандрит Афанасий (Соколов), ректор Минской духовной академии;
14. Протоиерей Николай Балашов, советник Патриарха Московского и всея Руси;
15. Протоиерей Владимир Воробьёв, предидент Православного Свято-Тихоновского гуманитарного университета;
16. Протоиерей Валентин Асмус, профессор Православного Свято-Тихоновского гуманитарного университета, доцент Московской духовной академии;
17. Протоиерей Максим Козлов, председатель Учебного комитета Русской православной церкви, ректор Общецерковной аспирантуры и докторантуры им. святых равноапостольных Кирилла и Мефодия, директор Синодальной библиотеки имени Патриарха Московского и всея Руси Алексия II;
18. Протоиерей Андрей Новиков, настоятель храма Живоначальной Троицы на Воробьевых горах г. Москвы;
19. Протоиерей Димитрий Кирьянов, заведующий кафедрой богословия Тобольской духовной семинарии;
20. Протоиерей Владимир Хулап, проректор по учебной работе Санкт-Петербургской духовной академии;
21. Протоиерей Владислав Цыпин, председатель Историко-правовой комиссии Русской православной церкви, заведующий кафедрой церковно-практических дисциплин, профессор Московской духовной академии;
22. Протоиерей Димитрий Юревич, заведующий кафедрой библеистики Санкт-Петербургской духовной академии;
23. Протоиерей Вадим Суворов, ректор Коломенской духовной семинарии;
24. Протоиерей Алексей Марченко, начальник отдела докторантуры Общецерковной аспирантуры и докторантуры;
25. Протоиерей Игорь Якимчук, заместитель председателя Отдела внешних церковных связей;
26. Протоиерей Дмитрий Пашков, старший преподаватель кафедры общей и русской церковной истории и канонического права Православного Свято-Тихоновского гуманитарного университета;
27. Игумен Дионисий (Шленов), заведующий аспирантурой Московской духовной академии;
28. Иеромонах Павел (Черкасов), проректор по учебной работе Общецерковной аспирантуры и докторантуры им. святых равноапостольных Кирилла и Мефодия, — секретарь Комиссии;
29. Священник Михаил Желтов, доцент Московской духовной академии;
30. Священник Павел Ермилов, заведующий лабораторией исследований церковных институций Православного Свято-Тихоновского гуманитарного университета;
31. Антонов, Константин Михайлович, заведующий кафедрой философии и религиоведения Богословского факультета Православного Свято-Тихоновского гуманитарного университета;
32. Вевюрко, Илья Сергеевич, доцент МГУ, доцент ПСТГУ
33. Грацианский, Михаил Вячеславович, ведущий научный сотрудник лаборатории по изучению стран Причерноморья и Византии в Средние века исторического факультета МГУ, ведущий научный сотрудник лаборатории исследований церковных институций ПСТГУ;
34. Захаров, Георгий Евгеньевич, заведующий кафедрой систематического богословия и патрологии богословского факультета Православного Свято-Тихоновского гуманитарного университета;
35. Катасонов, Владимир Николаевич, профессор Общецерковной аспирантуры и докторантуры им. святых равноапостольных Кирилла и Мефодия;
36. Козырев, Алексей Павлович, заместитель декана философского факультета Московского государственного университета;
37. Кравец, Сергей Леонидович, руководитель Церковно-научного центра «Православная энциклопедия»;
38. Кузенков, Павел Владимирович, ведущий научный сотрудник Института общественных наук и международных отношений Севастопольского государственного университета;
39. Кырлежев, Александр Иванович, научный сотрудник Общецерковной аспирантуры и докторантуры им. святых равноапостольных Кирилла и Мефодия;
40. Легойда, Владимир Романович, председатель Синодального отдела по взаимоотношениям Церкви с обществом и средствами массовой информации Русской православной церкви;
41. Малер, Аркадий Маркович, председатель Византийского клуба «Катехон» при Институте философии Российской академии наук;
42. Мартинович, Владимир Александрович, заместитель начальника учебно-методического отдела Института теологии имени святых Мефодия и Кирилла Белорусского государственного университета;
43. Малков, Пётр Юрьевич, доцент Православного Свято-Тихоновского гуманитарного университета;
44. Неклюдов, Константин Викторович, заведующий редакцией Священного Писания Церковно-научного центра «Православная энциклопедия»;
45. Селезнёв, Михаил Георгиевич, доцент Общецерковной аспирантуры и докторантуры им. святых равноапостольных Кирилла и Мефодия;
46. Фокин, Алексей Русланович, главный научный сотрудник Общецерковной аспирантуры и докторантуры им. святых равноапостольных Кирилла и Мефодия;
47. Хошев, Андрей Юрьевич, секретариата по межправославным отношениям Отдела внешних церковных связей;
48. Языкова, Ирина Константиновна, доцент Библейско-богословского института имени святого Андрея Первозванного.

Ранее членами комиссии были: Архиепископ Новогрудский и Лидский Гурий (Апалько), Епископ Ирпенский Климент (Вечеря), протоиерей Всеволод Чаплин, Протоиерей Борис Даниленко, протоиерей Владимир Шмалий, Хоружий, Сергей Сергеевич, Шишков Андрей Владимирович, митрополит Таллинский и всея Эстонии Евгений (Решетников), епископ Бобруйский и Быховский Серафим (Белоножко), епископ Веневский Феодорит (Тихонов), архимандрит Сергий (Акимов), иеромонах Иоанн (Копейкин), Бурега, Владимир Викторович, Ткаченко, Александр Анатольевич.

## Деятельность
Комиссия организует и проводит следующие мероприятия в сфере своей ответственности:
- подготавливает богословские документы или их экспертизу;
- проводит богословские исследования и апробацию их результатов;
- проводит научно-богословские исследования;
- проводит координацию научно-богословских исследований;
- содействует развитию научно-богословских исследований внутри Церкви;
- организует создание и поддержание научно-богословской среды и научно-богословской коммуникации;
- проводит богословский диалог с миром науки[7].